# Кубота Спирс
«Кубота Спирс» (яп. クボタスピアーズ, англ. Kubota Spears — «Копья») — японский регбийный клуб, выступающий в высшем дивизионе национального регби — Топ-лиге. Команда была создана в 1978 году, ныне представляет город Фунабаси. Главный тренер — известный южноафриканский специалист Франс Людеке.
Традиционный для японского регби девиз команды — «Борись» (англ. Fight on).

## Известные игроки
- Джо Рофф
- Барри-Джон Мэтер
- Марти Вил
- Джейсон О’Хэллоран
- Исайя Тоава
- Сеилала Мапусуа
- Котаро Накамура
- Сюндзи Исикура

## Состав
Состав на сезон 2016/17.